# Tipula staegeri
Tipula staegeri är en tvåvingeart som beskrevs av Nielsen 1922. Tipula staegeri ingår i släktet Tipula och familjen storharkrankar. Arten är reproducerande i Sverige. Inga underarter finns listade i Catalogue of Life.